# Gør det Selv (tidsskrift)
 For alternative betydninger, se Gør det selv (flertydig). (Se også artikler, som begynder med Gør det selv)
Gør det Selv er et dansk tidsskrift, der omhandler, hvordan man laver håndværksmæssige ting selv. Det udgives af Bonnier Publications. Gør det Selv havde i sidste halvår af 2010 et oplag på 27.530 eksemplarer. 